# エイシンクリック
エイシンクリック（欧字名:A Shin Click、2014年3月3日 - ）は、日本の競走馬。2022年の阪神スプリングジャンプの勝ち馬である。
馬名の意味は、冠名＋「意気投合する、うまが合う」。

## 戦績

### 3歳（2017年）
2017年3月19日の3歳未勝利でデビューし、11着に敗れる。その後、3歳未勝利を5着、6着とし、4戦目で向こう正面から捲る戦法を取り、13番人気ながら3着と好走する。次走、3歳未勝利でアタマ差の2着と惜敗し、9月3日の3歳未勝利で向こう正面で後方2番手から先頭に並ぶ捲りを見せて、最後はクビ差で勝利を飾った。

### 4歳（2018年）
5か月の休み明け、4歳初戦となった脊振山特別は5着、続く4歳上500万下で連続3着とする。次走、4歳上500万下を差し切り勝ちで勝利し、2勝目を挙げる。3か月の休養の間に降級し、渥美特別は8着に敗れる。続く瓢湖特別も8着に終わるが、三春駒特別は0.1秒差の3着に入った。次走、3歳上500万下は10着に敗れる。

### 5歳（2019年）
5歳初戦はダートを使われたが10着に沈んだ。芝に戻った小倉城特別で僅差の6着に入ると、阪神芝2400ｍ戦で行われた4歳上500万下で上り最速の脚で差し切り1馬身3/4差をつけて1着、3勝目を飾った。その後は4戦連続2400ｍ戦を使われ、昇級初戦の白鷺特別は3着と好走。続く三田特別は伸びずに11着と惨敗。3か月半ぶりとなった兵庫特別は9頭立ての7着に終わり、続く3歳上2勝クラスは小頭数のなか4着となる。格上挑戦で挑んだステイヤーズステークスは11番人気ながら逃げ粘り3着に食い込んだ。

### 6歳（2020年）
6歳になり、再び格上挑戦となった万葉ステークスは12着と惨敗する。その後は障害に転向し、障害初戦となった障害4歳上未勝利は5着となる。次走、障害4歳上未勝利は最終障害で落馬し競走中止。5か月ぶりとなった障害3歳上未勝利は勝ったケンホファヴァルトに4馬身差の2着に入り、次走も3着と好走した。

### 7歳（2021年）
7歳になり、1.9倍の断然人気で挑んだ障害4歳上未勝利は後続に2.7秒差の大差をつけて1着、障害初勝利を飾る。続く障害4歳上オープンも先手を取るとそのまま10馬身差をつけて連勝を飾った。しかし、その後屈腱炎を発症し長期離脱となった。

### 8歳（2022年）
屈腱炎での休養明けとなる2022年初戦は、阪神スプリングジャンプで2着のレオビヨンドに1馬身半の差をつけ1着、（平地も含めて）重賞初制覇となった。続く東京ジャンプステークスはスタートで出遅れ最後方からの競馬となり、直線追い込むも3着までに終わった。11月の京都ジャンプステークスでは中団追走も直線で伸びを欠き4着に終わった。

### 9歳（2023年）～10歳（2024年）
2023年初戦となったペガサスジャンプステークスでは中団のやや後ろでレースを進めたが最終障害で落馬して競走を中止。その後、東京ジャンプステークスは6着、阪神ジャンプステークスは4着と精彩を欠いたが、11月の京都ジャンプステークスでは序盤は後方追走から2周目3コーナーで一旦は先頭に立ち、最後はエコロデュエルとアサクサゲンキにかわされたが3着と好走する。翌2024年3月9日の阪神スプリングジャンプ9着を最後に現役を引退。同年5月2日付けで競走馬登録を抹消され、阪神競馬場で乗馬となる。

## 競走成績
以下の内容は、JBISサーチおよびnetkeiba.comに基づく。
| 競走日     | 競馬場 | 競走名          | 格       | 距離（馬場）  | 頭 数 | 枠 番 | 馬 番 | オッズ （人気） | 着順     | タイム （上がり3F） | 着差     | 騎手        | 斤量 [kg] | 1着馬（2着馬）         | 馬体重 [kg] |
| ---------- | ------ | --------------- | -------- | ------------- | ----- | ----- | ----- | --------------- | -------- | ------------------- | -------- | ----------- | --------- | ---------------------- | ----------- |
| 2017.03.19 | 阪神   | 3歳未勝利       |          | 芝1600m（良） | 16    | 4     | 7     | 094.6（11人）   | 11着     | R1.38.4（34.3）     | -1.1     | 0松山弘平   | 56        | サトノマサムネ         | 486         |
| 0000.04.15 | 阪神   | 3歳未勝利       |          | 芝1800m（良） | 18    | 7     | 15    | 060.3（11人）   | 05着     | R1.48.6（35.3）     | -0.6     | 0和田竜二   | 56        | ゼニステレスコープ     | 476         |
| 0000.05.07 | 東京   | 3歳未勝利       |          | 芝2000m（良） | 12    | 5     | 5     | 008.00（4人）   | 06着     | R2.04.1（33.5）     | -0.7     | 0福永祐一   | 56        | プレシャスブルー       | 472         |
| 0000.07.22 | 中京   | 3歳未勝利       |          | 芝2000m（良） | 18    | 3     | 6     | 055.7（13人）   | 03着     | R2.01.7（35.9）     | -0.2     | 0松山弘平   | 56        | ティーブラッサム       | 472         |
| 0000.08.20 | 小倉   | 3歳未勝利       |          | 芝2000m（良） | 17    | 8     | 16    | 005.10（3人）   | 02着     | R2.01.4（35.8）     | -0.0     | 0M.デムーロ | 56        | オメガガーディアン     | 480         |
| 0000.09.03 | 小倉   | 3歳未勝利       |          | 芝2000m（良） | 18    | 8     | 16    | 004.10（1人）   | 01着     | R2.01.5（35.2）     | -0.0     | 0松山弘平   | 56        | （コペルニクス）       | 476         |
| 2018.02.10 | 小倉   | 脊振山特別      | 500万下  | 芝1800m（稍） | 16    | 5     | 9     | 022.50（8人）   | 05着     | R1.48.4（35.2）     | -0.5     | 0松山弘平   | 56        | エルビッシュ           | 474         |
| 0000.03.04 | 小倉   | 4歳上500万下    |          | 芝2000m（良） | 12    | 5     | 6     | 003.10（1人）   | 03着     | R2.01.1（35.2）     | -0.1     | 0松山弘平   | 57        | マイネルパンドーロ     | 472         |
| 0000.03.31 | 阪神   | 4歳上500万下    |          | 芝2000m（良） | 12    | 5     | 6     | 002.70（1人）   | 03着     | R1.59.7（35.3）     | -0.2     | 0川田将雅   | 57        | ティーブラッサム       | 474         |
| 0000.04.29 | 新潟   | 4歳上500万下    |          | 芝2400m（良） | 13    | 7     | 10    | 002.70（2人）   | 01着     | R2.25.1（35.7）     | -0.2     | 0丸山元気   | 57        | （ダブルバインド）     | 474         |
| 0000.07.22 | 中京   | 渥美特別        | 500万下  | 芝2200m（良） | 14    | 4     | 5     | 010.70（6人）   | 08着     | R2.13.8（36.9）     | -1.9     | 0和田竜二   | 57        | アフリカンゴールド     | 478         |
| 0000.10.13 | 新潟   | 瓢湖特別        | 500万下  | 芝2200m（良） | 12    | 4     | 4     | 003.00（1人）   | 08着     | R2.13.9（34.9）     | -0.5     | 0丸山元気   | 57        | キューンハイト         | 470         |
| 0000.11.10 | 福島   | 三春駒特別      | 500万下  | 芝2000m（良） | 16    | 8     | 15    | 011.10（6人）   | 03着     | R2.01.6（35.1）     | -0.1     | 0鮫島克駿   | 57        | バイオスパーク         | 472         |
| 0000.12.08 | 中京   | 3歳上500万下    |          | 芝2000m（良） | 18    | 3     | 5     | 009.30（5人）   | 10着     | R2.02.5（35.5）     | -1.1     | 0鮫島克駿   | 57        | レッドエクシード       | 474         |
| 2019.01.20 | 京都   | 4歳上500万下    |          | ダ1800m（稍） | 16    | 8     | 16    | 003.40（1人）   | 10着     | R1.55.5（39.3）     | -1.3     | 0岩田康誠   | 57        | スピンドクター         | 472         |
| 0000.02.10 | 小倉   | 小倉城特別      | 500万下  | 芝2000m（良） | 17    | 5     | 10    | 012.40（6人）   | 06着     | R2.02.4（36.2）     | -0.2     | 0藤岡康太   | 57        | ムーンレイカー         | 472         |
| 0000.03.17 | 阪神   | 4歳上500万下    |          | 芝2400m（稍） | 13    | 6     | 9     | 004.70（2人）   | 01着     | R2.29.2（36.3）     | -0.3     | 0岩田康誠   | 57        | （バリオラージュ）     | 476         |
| 0000.04.06 | 阪神   | 白鷺特別        | 1000万下 | 芝2400m（良） | 9     | 4     | 4     | 011.40（4人）   | 03着     | R2.25.9（36.0）     | -0.5     | 0岩田康誠   | 57        | イペルラーニオ         | 476         |
| 0000.06.09 | 阪神   | 三田特別        | 2勝      | 芝2400m（良） | 14    | 3     | 3     | 006.00（3人）   | 11着     | R2.28.2（36.6）     | -2.0     | 0岩田康誠   | 55        | サトノガーネット       | 478         |
| 0000.09.29 | 阪神   | 兵庫特別        | 2勝      | 芝2400m（良） | 9     | 8     | 9     | 024.30（8人）   | 07着     | R2.25.8（34.8）     | -0.9     | 0横山武史   | 55        | シルヴァーソニック     | 480         |
| 0000.10.27 | 京都   | 3歳上2勝クラス  |          | 芝2400m（良） | 8     | 3     | 3     | 006.80（4人）   | 04着     | R2.29.4（35.3）     | -0.5     | 0和田竜二   | 57        | スヴァルナ             | 488         |
| 0000.11.30 | 中山   | ステイヤーズS   | GII      | 芝3600m（良） | 13    | 4     | 4     | 086.6（11人）   | 03着     | R3.46.4（36.7）     | -0.3     | 0津村明秀   | 56        | モンドインテロ         | 478         |
| 2020.01.06 | 京都   | 万葉S           | OP       | 芝3000m（良） | 15    | 4     | 7     | 004.20（2人）   | 12着     | R3.10.4（37.7）     | -1.7     | 0横山典弘   | 51        | タガノディアマンテ     | 486         |
| 0000.04.12 | 福島   | 障害4歳上未勝利 |          | 障2750m（良） | 14    | 5     | 8     | 003.00（2人）   | 05着     | R3.03.0（13.3）     | -1.1     | 0西谷誠     | 60        | アスターブリザード     | 482         |
| 0000.05.10 | 新潟   | 障害4歳上未勝利 |          | 障2890m（良） | 14    | 3     | 4     | 002.20（1人）   |          | 競走中止            |          | 0西谷誠     | 60        | マーニ                 | 486         |
| 0000.10.24 | 新潟   | 障害3歳上未勝利 |          | 障2850m（稍） | 14    | 1     | 1     | 002.00（1人）   | 02着     | R3.08.1（13.2）     | -0.6     | 0西谷誠     | 60        | ケンホファヴァルト     | 478         |
| 0000.11.29 | 阪神   | 障害3歳上未勝利 |          | 障2970m（良） | 11    | 8     | 10    | 002.50（1人）   | 03着     | R3.24.0（13.7）     | -0.4     | 0西谷誠     | 60        | メイショウタカトラ     | 486         |
| 2021.01.23 | 小倉   | 障害4歳上未勝利 |          | 障2860m（稍） | 12    | 6     | 7     | 001.90（1人）   | 01着     | R3.12.2（13.4）     | -2.7     | 0西谷誠     | 60        | （ブルベアカーキ）     | 482         |
| 0000.03.06 | 小倉   | 障害4歳上OP     |          | 障3390m（重） | 14    | 8     | 13    | 002.50（1人）   | 01着     | R3.49.3（13.5）     | -1.6     | 0西谷誠     | 60        | （マイネルヴァッサー） | 478         |
| 2022.03.12 | 阪神   | 阪神スプリングJ | J･GII    | 障3900m（良） | 11    | 6     | 7     | 016.70（5人）   | 01着     | R4.21.2（13.4）     | -0.3     | 0西谷誠     | 60        | （レオビヨンド）       | 478         |
| 0000.06.25 | 東京   | 東京ジャンプS   | J･GIII   | 障3110m（良） | 12    | 5     | 5     | 001.80（1人）   | 03着     | R3:27.2（13.3）     | -1.0     | 0西谷誠     | 61        | ケイティクレバー       | 476         |
| 0000.11.12 | 阪神   | 京都ジャンプS   | J・GIII  | 障3140m（良） | 13    | 2     | 2     | 006.20（2人）   | 04着     | R3:28.0（13.2）     | -1.8     | 0西谷誠     | 61        | ホッコーメヴィウス     | 472         |
| 2023.03.18 | 中山   | ペガサスJS      | OP       | 障3350m（重） | 14    | 6     | 10    | 005.50（2人）   | 競走中止 | 競走中止            | 競走中止 | 0西谷誠     | 62        | ビレッジイーグル       | 480         |
| 0000.06.24 | 東京   | 東京ジャンプS   | J・GIII  | 障3110m（良） | 12    | 3     | 3     | 023.20（7人）   | 06着     | R3:27.8（13.4）     | -1.3     | 0北沢伸也   | 61        | ジューンベロシティ     | 482         |
| 0000.09.16 | 阪神   | 阪神ジャンプS   | J・GIII  | 障3140m（良） | 14    | 8     | 14    | 018.50（8人）   | 04着     | R3:27.7（13.2）     | -2.0     | 0小野寺祐太 | 61        | ジューンベロシティ     | 476         |
| 0000.11.11 | 京都   | 京都ジャンプS   | J・GIII  | 障3170m（稍） | 12    | 1     | 1     | 007.30（5人）   | 03着     | R3:38.9（13.8）     | -0.2     | 0西谷誠     | 61        | エコロデュエル         | 476         |
| 2024.03.09 | 阪神   | 阪神スプリングJ | J･GII    | 障3900m（良） | 10    | 2     | 2     | 046.70（7人）   | 09着     | R4:29.4（13.8）     | -5.5     | 0黒岩悠     | 61        | マイネルグロン         | 480         |

1. ↑  障害戦は平均1F

## 血統表
| エイシンクリックの血統                     | エイシンクリックの血統                          | エイシンクリックの血統                  | （血統表の出典）                        | （血統表の出典）  |
| 父系                                       | キングマンボ系/ミスタープロスペクター系         | キングマンボ系/ミスタープロスペクター系 | キングマンボ系/ミスタープロスペクター系 | [ § 2 ]           |
| 父 ルーラーシップ 北海道安平町 鹿毛 2007   | 父の父キングカメハメハ 北海道早来町 鹿毛 2001   | Kingmambo                               | Mr. Prospector                          | Mr. Prospector    |
| 父 ルーラーシップ 北海道安平町 鹿毛 2007   | 父の父キングカメハメハ 北海道早来町 鹿毛 2001   | Kingmambo                               | Miesque                                 |                   |
| 父 ルーラーシップ 北海道安平町 鹿毛 2007   | 父の父キングカメハメハ 北海道早来町 鹿毛 2001   | *マンファス                             | *ラストタイクーン                       | *ラストタイクーン |
| 父 ルーラーシップ 北海道安平町 鹿毛 2007   | 父の父キングカメハメハ 北海道早来町 鹿毛 2001   | *マンファス                             | Pilot Bird                              |                   |
| 父 ルーラーシップ 北海道安平町 鹿毛 2007   | 父の母エアグルーヴ 北海道早来町 鹿毛 1993       | *トニービン                             | *カンパラ                               | *カンパラ         |
| 父 ルーラーシップ 北海道安平町 鹿毛 2007   | 父の母エアグルーヴ 北海道早来町 鹿毛 1993       | *トニービン                             | Severn Bridge                           |                   |
| 父 ルーラーシップ 北海道安平町 鹿毛 2007   | 父の母エアグルーヴ 北海道早来町 鹿毛 1993       | ダイナカール                            | *ノーザンテースト                       | *ノーザンテースト |
| 父 ルーラーシップ 北海道安平町 鹿毛 2007   | 父の母エアグルーヴ 北海道早来町 鹿毛 1993       | ダイナカール                            | シヤダイフエザー                        |                   |
| 母 エイシンサンサン 北海道浦河町 栗毛 1992 | 母の父*キャロルハウス アイルランド 栗毛 1985    | Lord Gayle                              | Sir Gaylord                             | Sir Gaylord       |
| 母 エイシンサンサン 北海道浦河町 栗毛 1992 | 母の父*キャロルハウス アイルランド 栗毛 1985    | Lord Gayle                              | Sticky Case                             |                   |
| 母 エイシンサンサン 北海道浦河町 栗毛 1992 | 母の父*キャロルハウス アイルランド 栗毛 1985    | Tuna                                    | *シルバーシャーク                       | *シルバーシャーク |
| 母 エイシンサンサン 北海道浦河町 栗毛 1992 | 母の父*キャロルハウス アイルランド 栗毛 1985    | Tuna                                    | Vimelette                               |                   |
| 母 エイシンサンサン 北海道浦河町 栗毛 1992 | 母の母エイシンギヤロツプ 北海道早来町 栗毛 1984 | *ノーザンテースト                       | Northern Dancer                         | Northern Dancer   |
| 母 エイシンサンサン 北海道浦河町 栗毛 1992 | 母の母エイシンギヤロツプ 北海道早来町 栗毛 1984 | *ノーザンテースト                       | Lady Victoria                           |                   |
| 母 エイシンサンサン 北海道浦河町 栗毛 1992 | 母の母エイシンギヤロツプ 北海道早来町 栗毛 1984 | マルブツウイドー                        | *マリーノ                               | *マリーノ         |
| 母 エイシンサンサン 北海道浦河町 栗毛 1992 | 母の母エイシンギヤロツプ 北海道早来町 栗毛 1984 | マルブツウイドー                        | *ホイスリングウインド                   |                   |
| 母系(F-No.)                                | (FN:8-c)                                        | (FN:8-c)                                | (FN:8-c)                                | [ § 3 ]           |
| 5代内の近親交配                            | ノーザンテースト 4x3                            | ノーザンテースト 4x3                    | ノーザンテースト 4x3                    | [ § 4 ]           |
| 出典                                       | 1. 2. 3. 4.                                     | 1. 2. 3. 4.                             | 1. 2. 3. 4.                             | 1. 2. 3. 4.       |

- 母エイシンサンサンは小倉3歳ステークスの勝ち馬でエリザベス女王杯3着がある。
- 半兄にエイシンニーザン（阪神スプリングジャンプ）、エーシンディーエス（京都ハイジャンプ、京都ジャンプステークス）がいる[9]。